# اوکی‌یاز
اوکی‌یاز (انگلیسی: Ukiyaz) یک شهرک در شهرستان شارانسکی استان باشقیرستان کشور روسیه است.